# Nakatado-gun (Kagawa)

Karte des Landkreises

Nakatado-gun (jap. 仲多度郡) ist ein Landkreis (gun) der Präfektur Kagawa in Japan.
Der Nakatado-gun entstand 1899 durch den Zusammenschluss des Naka-gun (那珂郡) mit dem Tado-gun (多度郡). Im Jahre 2003 hatte der Landkreis eine geschätzte Bevölkerung von 55.380, eine Bevölkerungsdichte von 244 Einwohnern pro km² und eine Gesamtfläche von 226,97 km².
Die beiden Gemeinden Kotohira und Mannō im Süden und Tadotsu im Norden sind heute durch die kreisfreie Stadt Zentsūji räumlich voneinander getrennt.